# Itea Benedicto
Itea Benedicto Colás (Teruel, 13 de octubre de 1987) es una soprano española conocida por haber sido la vocalista de la banda de metal sinfónico Níobeth.
A los 10 años empieza sus estudios musicales en la ciudad de Albacete, cursa 6 años de solfeo, 10 años de piano y 13 años de canto clásico. Desde muy joven interpreta piezas clásicas como El aria de la Reina de la Noche de La flauta mágica, Casta Diva de Norma, el musical El Fantasma de la Opera, el Ave María de Haendel, Il dolce suono de Lucia di Lammermoor, etc.
Itea estudió diseño gráfico, aunque su verdadera pasión siempre ha sido el canto, por eso, tras conocer a Jesús Díez en 2004, se unieron para formar la banda Níobeth.
Su gusto por la música metal nació a partir de escuchar bandas como Nightwish, Epica, Nemesea, Dark Moor, Diablo Swing Orchestra, entre otras, a las cuales considera fuentes de inspiración. Además, ha tenido actuaciones como soprano lírica y en 2009 fue invitada por Dark Moor a participar en su álbum Autumnal.

## Colaboraciones
En agosto del 2008 Itea viaja a Italia a los estudios New Sin y en manos del productor Luigi Stefanini graba las voces como soprano invitada para el álbum Autumnal de la banda española Dark Moor. El álbum fue lanzado por Europa y Japón.
En octubre del 2010 es requerida como soprano principal por el compositor español Antonio Martínez Lorente para grabar su disco Ocho Fábulas y Un Cuento, que cuenta con una edición española.

## Proyectos paralelos a Níobeth
En enero del 2011 Itea firma un contrato con la compañía Producciones La Folía para interpretar el papel de Lorenza en la zarzuela La Rosa del Azafrán, que será representada durante todo el año por diferentes localidades de Castilla-La Mancha.
En febrero del 2011 inicia un proyecto en solitario como soprano lírica, interpretando temas clásicos como el aria O mio babbino caro de la ópera Gianni Schicchi de Giacomo Puccini, y que se presentará a lo largo del año 2011.

## Discografía

### Con Níobeth
- Infinite Ocean Of Stars (maqueta, 2006).
- The Shining Harmony Of Universe (Álbum, 2008).
- Dreaming (EP, 2010).
- Silvery Moonbeams (3 de septiembre de 2011)[2]

### Otros
- Autumnal (Álbum de Dark Moor, 2009).